# Zaječar
Zaječar (in serbo Зајечар?, Zaječar) è una città e una municipalità del distretto di Zaječar nella parte più orientale della Serbia centrale al confine con la Bulgaria. Oltre ad essere il capoluogo del distretto è il centro maggiore della Timočka Krajina.

## Galleria d'immagini

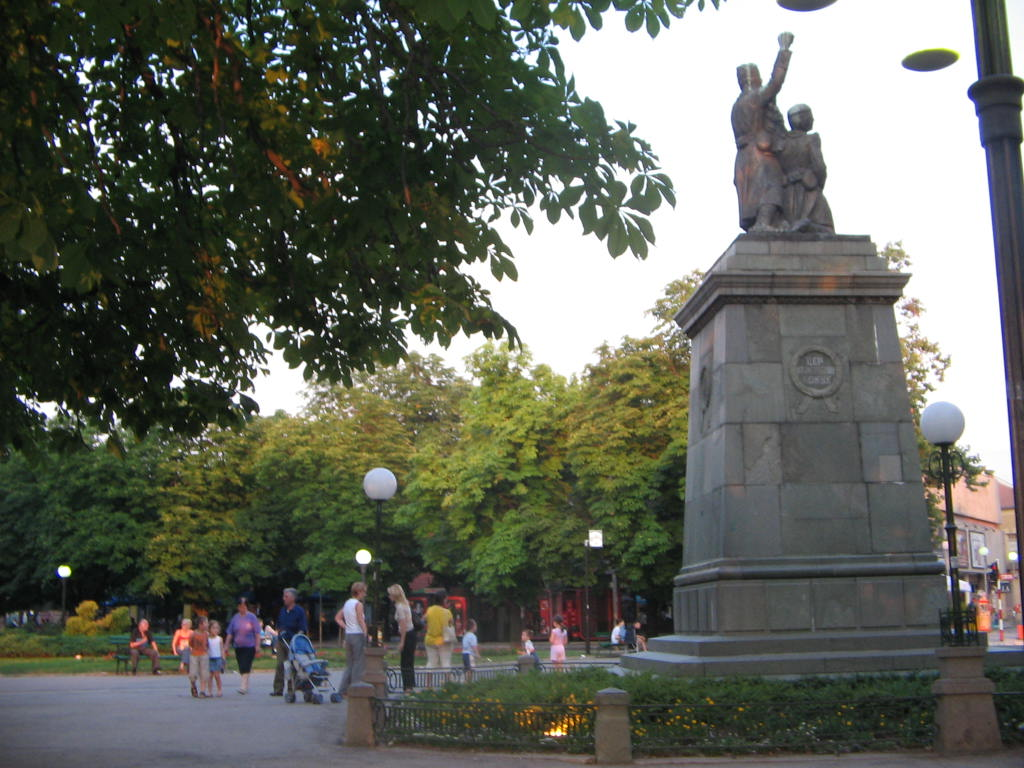
Monumento nel parco nel centro della città
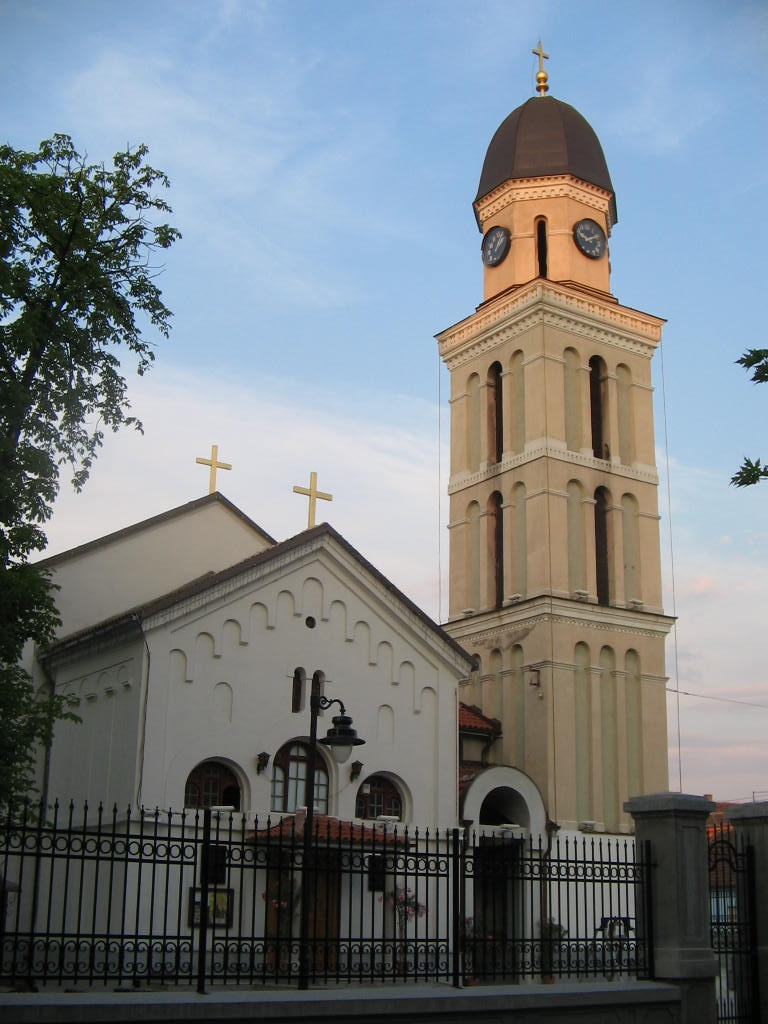
Cattedrale ortodossa
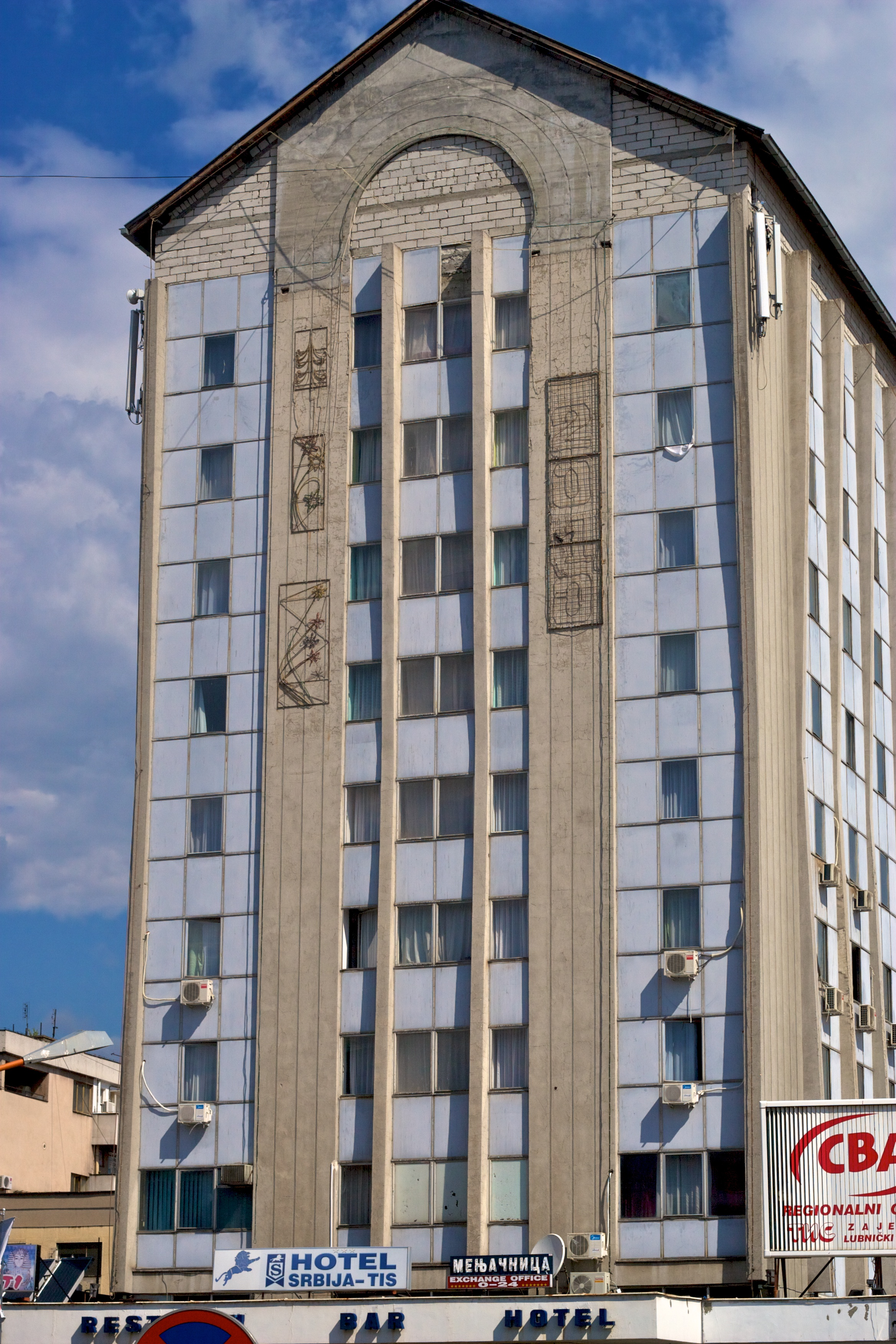
Hotel "Serbia" a Zaječar
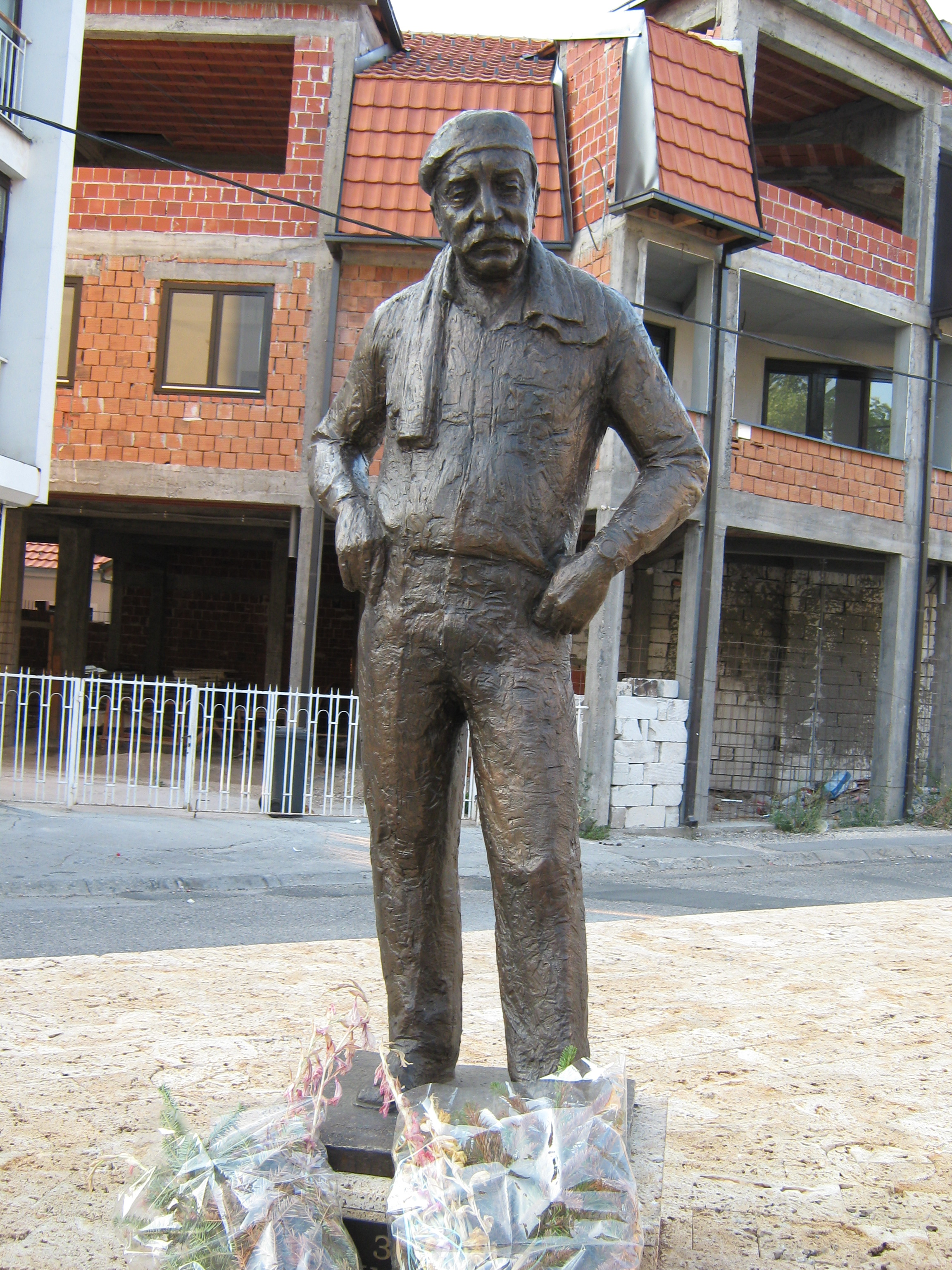
Monumento a Zoran Radmilović